# Безплатних сніданків не існує
«Безпла́тних сніда́нків не існу́є» (англ. There ain't no such thing as a free lunch) — вислів, що набув популярності завдяки твору фантаста Роберта Гайнлайна «Місяць — суворий господар» (англ. The Moon Is a Harsh Mistress, 1966), в якому розглядаються проблеми, створені незбалансованою економікою.
Відсутність безплатних сніданків означає, що система замкнена — не існує чарівного джерела матерії, енергії, світла, чи самих сніданків, який не буде колись вичерпано. Через це метафора про безплатний сніданок також застосовується до фізичних процесів (див. другий закон термодинаміки).